# Brezovica (miasto Čačak)
Brezovica (cyr. Брезовица) – wieś w Serbii, w okręgu morawickim, w mieście Čačak. W 2011 roku liczyła 90 mieszkańców.